# Polder Rietvink
Het waterschap Polder Rietvink was een waterschap in de Nederlandse provincie Zuid-Holland, in de gemeente Leidschendam.
Het waterschap was verantwoordelijk voor de vervening, drooglegging en de waterhuishouding in de gelijknamige polder.